# みえない、わざわい
『みえない、わざわい』は、2020年の日本の短編アニメーション。
大船渡津波伝承館による企画で、子供たちに津波から「逃げる事」の大切さを伝えるために制作された。

## スタッフ
- 原案・脚本・監修　増山修
- 監督　佐藤広大
- キャラクターデザイン・美術監督　木川田ともみ
- 制作　スタジオななほし
- 制作協力　インスパイアード

## 備考
- 大船渡津波伝承館による企画経緯についてNPO法人トータルケアセンター公式サイトより参照。